# 堕天
『堕天』（だてん）は、浜口奈津子による日本の漫画作品。
『別冊少女コミック』（小学館）にて2000年8月号から2001年4月号まで連載されていた。

## あらすじ
義兄の司朗に仄かな想いを抱いていた優美は、ある日、ライブハウスで司朗が作る曲と似た曲を歌うレイジという少年に出会う。しかし、ある日、自分は妹ではなく、司朗の実の娘だと知らされる。
その事実を受け入れながらも、やはりショックを感じる優美。その後偶然レイジと再会し、一夜を共にしてしまう。

## 登場人物
千明優美（ちぎら ゆうび）
17歳。ブラコン。千明家の養女として育ってきたが、実際は兄の子どもであった。
千明 司朗（ちぎら しろう）
音楽プロデューサー。優美の実父。15歳の時にできた子ども。
レイジ
司朗のゴーストとして曲を作る。かつて男娼であった。
三樹 覚（みき さとる）
司朗の事務所に勤め、司朗に忠実に仕える男性。優美が小学生の頃、家庭教師をし、現在も優美のことを心配している。